# کازامانس
کازامانس منطقه‌ای در سنگال است که در جنوب گامبیا قرار دارد و شامل رودخانه کازامانس می‌باشد. این منطقه شامل کازامانس پایینی (فرانسوی: Basse Casamance, پرتغالی: Baixa Casamança—یعنی منطقه زیگینچور) و کازامانس بالایی (فرانسوی: Haute Casamance, پرتغالی: Alta Casamança—یعنی منطقه کولدا و مناطق سدهیو) است. بزرگ‌ترین شهر کازامانس زیگینچور است.